# 洛达·安塔尔
洛达·安塔尔（Roda Antar，1980年11月12日—）是黎巴嫩足球運動員，司職中場。

## 球會生涯
安塔於1999年從國內球會塔達莫特瑞出道，同年獲得U21徵召，2000年晉身國家隊，替國家出戰同年亞洲盃，2001年轉投德甲球會漢堡，他在漢堡兩年間只獲2003年德国联赛杯，期间曾严重受伤，出场机会寥寥。之後轉投弗賴堡，第一場為球隊上陣即獲帽子戲法，他在球隊同時，另一同胞尤斯夫·穆罕默德亦加盟到球隊當中，2007年，他倆亦同時加盟科隆，他協助球隊回升德甲賽事，亦獲球迷肯定而獲必然正選。但是2009年初，他在科隆主教练道姆的反对下离开了科隆队。
2009年3月，安塔尔以先租借后转会的方式加盟中国足球俱乐部山东鲁能泰山。安塔尔在2009赛季的表现出色，成为山东鲁能队的攻防转换枢纽，整个赛季出场27次进球6个。2009年11月15日，安塔尔在黎巴嫩队和中国队的亚洲杯预选赛后接受记者采访时宣布，他将和山东鲁能续约一年。
2015年1月16日，杭州绿城足球俱乐部宣布安塔尔正式加盟球队。

## 國際賽生涯
安塔尔在2004年开始担任黎巴嫩國家足球隊的隊長至今，亦是國家隊首席射手，他曾替國家隊出戰西亞足球錦標賽、2002年世界盃、2006年世界盃预选赛及最近的2010年世界盃的外圍賽，被稱為黎巴嫩史上最佳足球員。

## 荣誉
漢堡
- 德国联赛杯冠军：2003

山东鲁能泰山
- 中国足球超级联赛冠军：2010